# For We Are Many
For We Are Many (en español: Porque somos muchos), escrito en la portada como ...For We Are Many, es el quinto álbum de estudio de la banda estadounidense de metalcore, All That Remains. Publicada el 12 de octubre de 2010, es el tercer álbum de la banda que ha sido producido por el guitarrista de Killswitch Engage, Adam Dutkiewicz, quien también ha producido This Darkened Heart y The Fall of Ideals.

## Antecedentes
For We Are Many es el primer álbum de All That Remains que mantiene la misma formación que el álbum anterior.
El 18 de agosto de 2010, la banda lanzó la canción homónima para su descarga gratuita. El 2 de septiembre de 2010, la banda lanzó el primer sencillo para ir a la radio de rock, Hold On en su canal oficial de YouTube.
El 6 de octubre de 2010, All That Remains publicó un video musical para el sencillo "Hold On".
Otra característica importante del álbum supera la marca de 40 minutos, lo que no se ha hecho desde This Darkened Heart. El álbum vendió 29.000 copias en la primera semana.

## Lista de canciones
| For We Are Many |                                               |          |  |
| N.º             | Título                                        | Duración |  |
| 1.              | «Now Let Them Tremble...»                     | 1:23     |  |
| 2.              | «For We Are Many»                             | 2:59     |  |
| 3.              | «The Last Time»                               | 3:58     |  |
| 4.              | «Some of the People, All of the Time»         | 3:22     |  |
| 5.              | «Won't Go Quietly»                            | 4:00     |  |
| 6.              | «Aggressive Opposition»                       | 3:45     |  |
| 7.              | «From the Outside»                            | 3:34     |  |
| 8.              | «Dead Wrong»                                  | 3:07     |  |
| 9.              | «Faithless»                                   | 3:34     |  |
| 10.             | «Hold On»                                     | 2:57     |  |
| 11.             | «Keepers of Fellow Man»                       | 3:10     |  |
| 12.             | «The Waiting One»                             | 4:48     |  |
| 13.             | «Of the Deep» (iTunes pre-order bonus track)  | 2:49     |  |
| 14.             | «Hold On (Radio Edit)» (Japanese bonus track) | 2:57     |  |
| 40:43           |                                               |          |  |

## Recepción

### Recepción comercial
El álbum alcanzó el puesto #10 en los EE. UU. Billboard 200 y alcanzó el puesto #7 en el Canadian Albums Chart.

### Recepción crítica
El álbum ha recibido críticas principalmente positivas. Allmusic le dio al álbum un 3 de 5 estrellas, declarando que "Se siente como una combinación entre metalcore y NWOBHM, en el que se nota la influencia de Iron Maiden y Judas Priest." También declaró que el álbum mezcla magistralmente el sonido pesado y extremo característico de la banda con armonías hermosas y melodías que buscan hacer más comercial su sonido. theNewreview.net le dio al álbum 4,5 sobre 5 diciendo: "Las voces y las guitarras se mezclan muy bien en las canciones. Esto quiere decir que el trabajo realizado por cada miembro de la banda (sobre todo Labonte, Herbert y Martin) es sobresaliente, mientras la batería y el bajo se mantienen correctas para complementar a los guitarristas y al excelente trabajo de Labonte como cantante."

## Personal
All That Remains
- Philip Labonte – voz
- Mike Martin – Guitarra rítmica
- Oli Herbert – Guitarrista líder
- Jeanne Sagan – bajo
- Jason Costa – batería

Producción
- Producido por Adam Dutkiewicz